# Schronisko „Pod Wysoką Połoniną” w Wetlinie
„Pod Wysoką Połoniną” w Wetlinie – obiekt turystyczny w Wetlinie w Bieszczadach. Obiekt położony jest w części Stare Sioło, na terenie Ośrodka Turystycznego „Piotrowa Polana” na wysokości około 650 m n.p.m.
Obiekt został zbudowany w latach 2010–2012. Prowadząca go rodzina Ostrowskich jest silnie związana z ruchem turystycznym w tym regionie – Waleria Ostrowska w latach 1969–1996 kierowała Domem Wycieczkowym PTTK w Wetlinie.
Obiekt oferuje 30 miejsc noclegowych w pokojach wieloosobowych, prowadzi również wyżywienie. Na miejscu istnieje możliwość wypożyczenia nart oraz rowerów górskich.

## Dane adresowe
Stare Sioło, 38-608 Wetlina

## Piesze szlaki turystyczne
Wetlina stanowi węzeł następujących szlaków turystycznych:
- Jawornik – Wetlina (Stare Sioło) – Przełęcz M. Orłowicza - Suche Rzeki - Zatwarnica
- Riaba Skała – Jawornik - Wetlina – Mała Rawka – Bacówka PTTK Pod Małą Rawką – Przełęcz Wyżniańska – Połonina Caryńska – Przysłup Caryński (Koliba Studencka)
- Wetlina (Górna Wetlinka) – dojście do  do schroniska PTTK na Połoninie Wetlińskiej